# Tustin (Californie)
Pour les articles homonymes, voir Tustin.
La municipalité de Tustin est située dans le comté d’Orange, en Californie, aux États-Unis. Sa population s’élevait à 75 540 habitants lors du recensement de 2010, estimée à 80 498 habitants en 2017.
Tustin fait partie de l’agglomération de Santa Ana, le siège du comté.

## Démographie
| 1880 | 1930 | 1940 | 1950  | 1960  | 1970   |
| ---- | ---- | ---- | ----- | ----- | ------ |
| 227  | 926  | 953  | 1 143 | 2 006 | 22 190 |

| 1980   | 1990   | 2000   | 2010   | - | - |
| ------ | ------ | ------ | ------ | - | - |
| 32 248 | 50 689 | 67 504 | 75 540 | - | - |

## Jumelages
Heyuan (Chine)

## Source
- (en) Cet article est partiellement ou en totalité issu de l’article de Wikipédia en anglais intitulé « Tustin, California » (voir la liste des auteurs).